# РД-0237
РД-0237 — жидкостный ракетный двигатель с вытеснительной системой подачи. Имеет узел поворота, позволяющий осуществлять качание камеры сгорания на 45°. Главный конструктор — Козелков В.П, ведущий конструктор — Бородин В.М. Предназначен для третьей ступени ракеты РС-18. Выпускался серийно и в настоящий момент находится в эксплуатации в составе ракеты.